# 雁須磨子
雁 須磨子（かり すまこ、1972年5月23日 - ）は、日本の漫画家。女性。福岡県出身。

## 略歴
同人活動後、1994年に『蘭丸』（太田出版）にて「SWAYIN' IN THE AIR」を発表し、デビュー。
ボーイズラブ誌、少女漫画誌、青年漫画誌など幅広いジャンルで活躍。独特の絵柄とゆるいお話が人気。また、ジョン・パリーグとの共同でサークル「雀ライダー」にて同人活動も行っている。
代表作は『のはらのはらの』、『ファミリーレストラン』など。『ファミリーレストラン』は、2006年に金子大志監督によって映画化された。

## 作品リスト

### 単行本
- SWAYIN'IN THE AIR（1994年、スコラ） - 太田出版『蘭丸』で連載
- ご破算で願いましては（1999年、『コミックバーズ』、幻冬舎）
- ピクニック（2001年、『マンガ・エロティクス・エフ』、太田出版）短編集
- じかんはどんどん すぎていきます（2002年、『マンガ・エロティクス・エフ』、太田出版）短編集
- ファミリーレストラン（2003年 - 2005年、『マンガ・エロティクス・エフ』、太田出版）
- どいつもこいつも-花の自衛隊グラフィティ-（『MELODY』、白泉社）ワイド版全3巻、新書版全4巻
- カリスマ探訪紀（2006年、『MELODY』、白泉社）
- ベトナムよちよち歩き（2003年、イースト・プレス）菅野彰・月夜野亮との共著
- のはらのはらの（2003年、『CRAFT』、大洋図書）
- いちごがすきでも赤ならとまれ。（『ルチル』、幻冬舎）
- SWAYIN'IN THE AIR （2004年、『ルチル』、幻冬舎）B6サイズ
- 間抜けには向かない職業（2001年 - 、バーズコミックス、幻冬舎）
- ひな菊（2006年、バーズコミックス、幻冬舎）短編集
- ご破算で願いましては（2006年、『コミックバーズ』、幻冬舎）
- 連続恋愛劇場（2005年、ダイヤモンドコミックス、松文館）短編集
- 幾百星霜（2005年 - 2014年、『マンガ・エロティクス・エフ』、太田出版）全4巻
- かよちゃんの荷物（2005年 - 2011年、『まんがくらぶ』、竹書房）全3巻
- いばら・ら・ららばい（2009年、KCデラックス、講談社）
- 猫が箱の中（2010年、『CRAFT』、大洋図書）
- こめかみひょうひょう（2010年、『HertZ』、大洋図書）
- あたたかい肩（2010年、ビームコミックス、エンターブレイン）短編集
- つなぐと星座になるように（『Kiss』2010年14号 - 2013年5号 → 『Kiss PLUS』2013年5月号 - 、KCデラックス、講談社）全6巻
- かわいいかくれんぼ（2011年 、バーズコミックス ルチルコレクション、幻冬舎）
- 私の嫌いなおともだち（2015年、「ひらり、コミックス」、新書館）短編集
- 感覚・ソーダファウンテン（2015年 - 2017年、KCハツキス、講談社）全3巻
- 名前をつけて保存しますか？（2015年、BE・LOVEコミックス、講談社）短編集 - 『BE・LOVE』2015年3号より『手の鳴るほうへ』シリーズとして連載された。
- ロジックツリー（『ウィングス』2015年12月号 - 2021年2月号[2]、ウィングスコミックス、新書館）上下巻
- あした死ぬには、 （ウェブサイト「Ohta Web Comic」2017年3月 - 2022年7月、太田出版）全5巻
- どう考えても死んでいる（2021年刊、『ルチル』2019年 - 、幻冬舎コミックス）
- ややこしい蜜柑たち（2022年 - 刊、『フィール・ヤング』2020年7月号[3] - 連載中、祥伝社）既刊3巻 - 連載開始時タイトルは『タンゴール』[4]
- 毎分毎秒（2022年、『ウィングス』2022年12月号[5] - 、新書館）既刊1巻

### 未単行本化作品
- 空、見た子とか（2001年、『MELODY』）
- ちいちいはしゃぐとおくとぶ（2004年、『CRAFT』）
- 眼鏡をかけた野球選手（2006年、『MELODY』）
- サンダル博物誌（2007年、『ぱふ』、雑草社）
- 起承転転 （ウェブサイト「Ohta Web Comic」2024年10月 - 連載中、太田出版）

### 表紙・装丁
- 悶絶スパイラル（三浦しをん）
- mellow mellow（宙出版） vol.5〜7表紙